# Columbus (Kansas)
Columbus è un comune degli Stati Uniti d'America, situato nello Stato del Kansas, nella contea di Cherokee, della quale è il capoluogo.